# Заполье (на Мерёвском озере, Заклинское сельское поселение)
Заполье — деревня в Заклинском сельском поселении Лужского района Ленинградской области.

## История
Как безымянная деревня, современное Заполье упоминается на карте Санкт-Петербургской губернии Ф. Ф. Шуберта 1834 года.

ЗАПОЛЬЕ — деревня принадлежит коллежскому советнику Платону Дмитриеву, число жителей по ревизии: 19 м. п., 18 ж. п. (1838 год)

Как деревня Горушки она отмечена на карте профессора С. С. Куторги 1852 года.

ЗАПОЛЬЕ — деревня господина Дмитриева, по просёлочной дороге, число дворов — 7, число душ — 27 м. п. (1856 год)

ЗАПОЛЬЕ — деревня владельческая при озере Меревском, число дворов — 7, число жителей: 32 м. п., 26 ж. п. (1862 год)

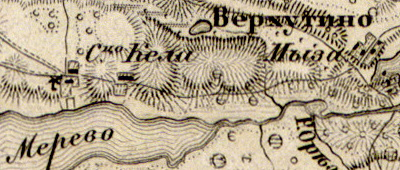
Деревня Заполье на карте 1863 года

Согласно карте из «Исторического атласа Санкт-Петербургской Губернии» 1863 года на месте современной деревни Заполье находилась безымянная деревня.
В XIX — начале XX века деревня административно относилась к Перечицкой волости 1-го земского участка 1-го стана Лужского уезда Санкт-Петербургской губернии.
По данным «Памятной книжки Санкт-Петербургской губернии» за 1905 год, деревня Заполье входила в Изорское сельского общества.
По данным 1933 года деревня Заполье входила в состав Бетковского сельсовета Лужского района.
По данным 1966 года деревня Заполье также входила в состав Бетковского сельсовета.
По данным 1973 и 1990 годов деревня Заполье входила в состав Каменского сельсовета.
В 1997 году в деревне Заполье Каменской волости проживали 17 человек, в 2002 году — 24 человека (все русские).
В 2007 году в деревне Заполье Заклинского СП проживали 18 человек.

## География
Деревня расположена в юго-восточной части района близ автодороги 41К-683 (Троицкий поворот — Затуленье).
Расстояние до административного центра поселения — 27 км.
Расстояние до ближайшей железнодорожной станции Оредеж — 14 км.
Деревня находится на северном берегу Мерёвского озера.

## Демография
| 1838 | 1862 | 1997 | 2007 | 2010 | 2017 |
| ---- | ---- | ---- | ---- | ---- | ---- |
| 37   | ↗58  | ↘17  | ↘7   | ↗21  | ↘10  |

## Улицы
Московская линия, Центральная.

## Садоводства
Заполье.